# Йоаким Делядровско-Илинденски
Йоаким (на македонска литературна норма: Јоаким) е епископ на Македонската православна църква – Охридска архиепископия, делядровско-илинденски епископ.

## Биография
Роден е в 1949 година със светското име в Яким Йовчески (на македонска литературна норма: Јаким Јовчески) в стружкото село Луково, тогава в Югославия, днес в Северна Македония. Завършва средно строително-техническо училище. Учи в Строителния факултет, от който се прехвърля в Богословския факултет „Свети Климент Охридски“ на Скопския университет, който завършва в март 1992 г. На 9 февруари 1996 година се замонашва в Цетинския манастир, подстриган от митрополит Амфилохий Черногорско-Приморски. Същата година става йеродякон, а йеромонах – на 31 октомври 1996 г.
С решение на Светия Синод на Сръбската православна църква от 7 февруари 1997 година е назначен за учител в семинарията „Свети Петър Цетински“ в Цетине по предметите свето писмо на Новия Завет и християска етика, като предава и апологетика. От 1998 година заема длъжността възпитател, а от 2001 година става главен възпитател в Цетинската богословия.
В 2001 година става настоятел на манастира Обод в Река Църноевича.
С решение на Светия Синод на Сръбската православна църква, заседавал от 10 май 2003 година, по предложение на Йоан митрополит велешки и повардарски и екзарх охридски, е избран за негов викарен епископ с титлата Велички, както и за управляващ Положко-Кумановската епархия, след като Съборът забранява свещенослужението на митрополит Кирил Положко-Кумановски. Ръкополагането на Йоаким в епископски чин става на 17 ноември 2003 година в съборния храм „Свети Архангел Михаил“ в Белград.
На 16 август 2004 година след свалянето на монашеския чин от бившия митролопит Кирил, Светият Синод на Охридската архиепископия назначава Йоаким на овдовялата катедра.
На 20 юни 2023 година ПОА се интегрира в МПЦ и епископ Йоаким получава титлата Делядровско-Илинденски.